# Bevollmächtigter für die deutsch-französischen kulturellen Beziehungen

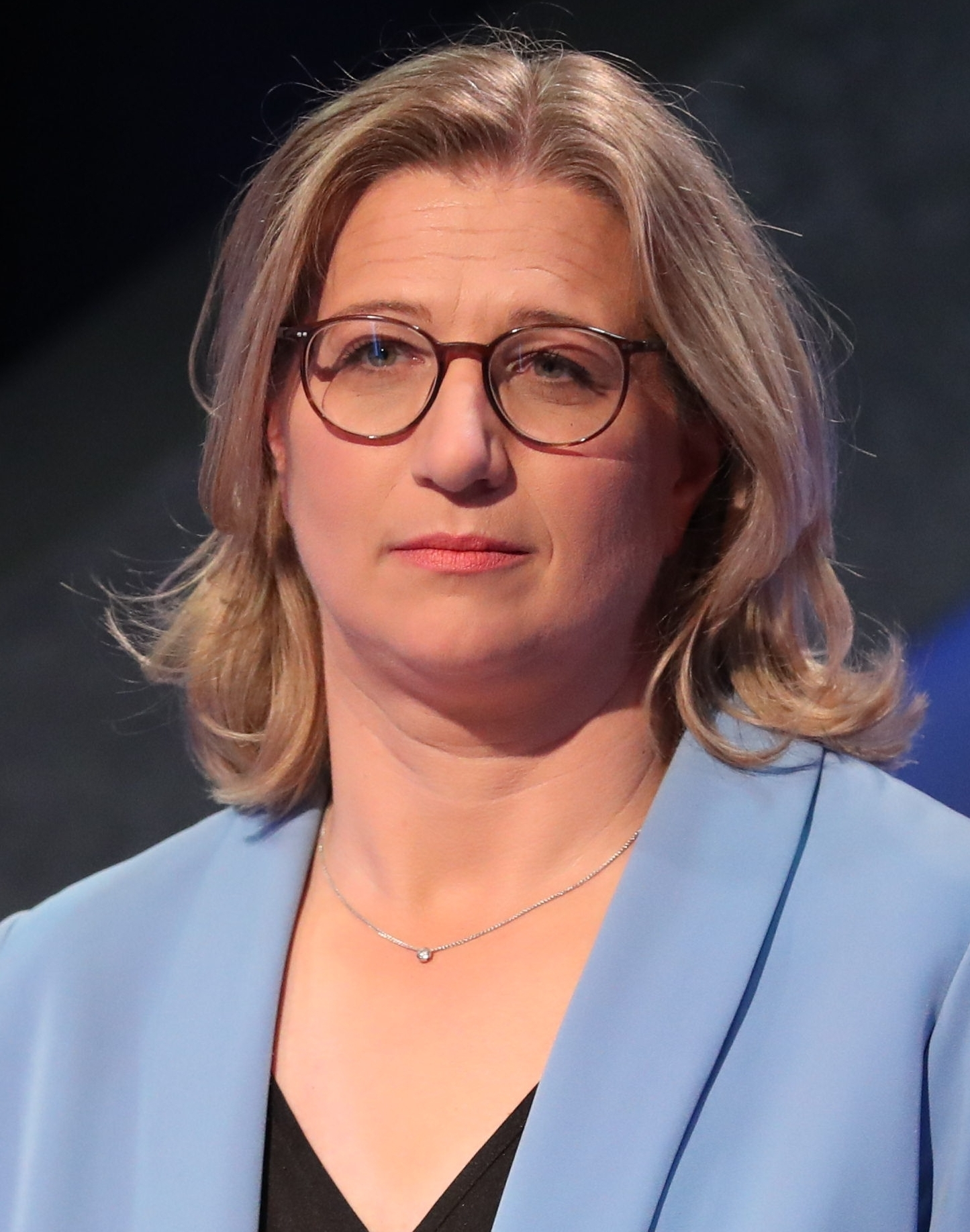
Die amtierende Kulturbevollmächtigte Anke Rehlinger

Die Bevollmächtigte der Bundesrepublik Deutschland für kulturelle Angelegenheiten im Rahmen des Vertrages über die deutsch-französische Zusammenarbeit ist die deutsche Ansprechpartnerin für Frankreich in den Bereichen Kultur und Bildung. Außerdem vertritt sie die Bundesregierung in den Angelegenheiten, die alleine der Gesetzgebung der sechzehn deutschen Bundesländer unterstehen. Das Amt wurde 1963 im Rahmen des deutsch-französischen Freundschaftsvertrags geschaffen. Amtierende Bevollmächtigte ist seit dem 1. Januar 2023 die Ministerpräsidentin des Saarlands Anke Rehlinger (SPD).

## Geschichte
Das Amt der bzw. des Bevollmächtigten für die deutsch-französischen kulturellen Beziehungen wurde zusammen mit dem Elysée-Vertrag am 22. Januar 1963 geschaffen. In dem Vertrag heißt es wortwörtlich:

„Der Verteidigungs- und der Armeeminister treten wenigstens einmal alle drei Monate zusammen. Ferner trifft sich der französische Erziehungsminister in den gleichen Zeitabständen mit derjenigen Persönlichkeit, die auf deutscher Seite benannt wird, um die Ausführung des Programms der Zusammenarbeit auf kulturellem Gebiet zu verfolgen.“

Eine Bund-Länder-Vereinbarung vom 6. Februar 1969 regelte einige Details, etwa dass die bzw. der Bevollmächtigte auf Vorschlag der Ministerpräsidentenkonferenz von der Bundesregierung für vier Jahre ernannt wird und die Bundesrepublik gegenüber Frankreich in kulturellen Angelegenheiten vertritt. Außerdem wurde festgelegt, dass die bzw. der Bevollmächtigte im Range einer Bundesministerin bzw. eines Bundesministers steht, direkt hinter der Außenministerin bzw. dem Außenminister.

## Aufgaben
Da in der Bundesrepublik Deutschland Kultur und Bildung Ländersache sind, wurde das Amt der bzw. des Bevollmächtigten geschaffen, um der französischen Regierung eine Ansprechpartner bzw. einen Ansprechpartner statt zahlreicher einzelner Minister der Länder zur Verfügung zu stellen. Er vertritt also die Interessen der sechzehn deutschen Bundesländer und des Bundes in bildungspolitischen und kulturellen Themen gegenüber Frankreich. Außerdem koordiniert der Bevollmächtigte die Länderauffassungen mit den außenpolitischen Belangen des Bundes im Bereich der kulturellen auswärtigen Beziehungen zu Frankreich.
Des Weiteren ist die bzw. der Bevollmächtigte in regem Austausch mit einer Vielzahl von Institutionen und Behörden aus dem Bereich der deutsch-französischen Beziehungen.

## Bevollmächtigte
- 1963–1966: Kurt Georg Kiesinger – zu der Zeit Ministerpräsident des Landes Baden-Württemberg
- 1967–1968: Alfons Goppel – zu der Zeit Ministerpräsident des Freistaates Bayern
- 1969–1970: Heinz Kühn – zu der Zeit Ministerpräsident Nordrhein-Westfalens
- 1971–1974: Hans Filbinger – zu der Zeit Ministerpräsident des Landes Baden-Württemberg
- 1975–1977: Klaus Schütz – zu der Zeit Regierender Bürgermeister von Berlin
- 1977–1978: Dietrich Stobbe – zu der Zeit Regierender Bürgermeister von Berlin
- 1979–1983: Bernhard Vogel – zu der Zeit Ministerpräsident des Landes Rheinland-Pfalz
- 1983–1985: Hans Koschnick – zu der Zeit Bremer Bürgermeister
- 1985–1986: Klaus Wedemeier – zu der Zeit Bremer Bürgermeister
- 1987–1990: Lothar Späth – zu der Zeit Ministerpräsident des Landes Baden-Württemberg
- 1991–1994: Oskar Lafontaine – zu der Zeit Ministerpräsident des Saarlandes
- 1995–1998: Erwin Teufel – zu der Zeit Ministerpräsident des Landes Baden-Württemberg
- 1999–2002: Kurt Beck – zu der Zeit Ministerpräsident von Rheinland-Pfalz
- 2003–2006: Peter Müller – zu der Zeit Ministerpräsident des Saarlandes
- 2007–2010: Klaus Wowereit – zu der Zeit Regierender Bürgermeister von Berlin
- 2011: Stefan Mappus – zu der Zeit Ministerpräsident des Landes Baden-Württemberg
- 2011: Peter Müller – zu der Zeit Ministerpräsident des Saarlands
- 2011–2014: Annegret Kramp-Karrenbauer – zu der Zeit Ministerpräsidentin des Saarlands
- 2015–2018: Olaf Scholz – zu der Zeit Erster Bürgermeister der Freien und Hansestadt Hamburg
- 2018: Peter Tschentscher – Erster Bürgermeister der Freien und Hansestadt Hamburg
- 2019–2021: Armin Laschet – zu der Zeit Ministerpräsident des Landes Nordrhein-Westfalen
- 2022: Hendrik Wüst – Ministerpräsident des Landes Nordrhein-Westfalen
- seit 2023: Anke Rehlinger – Ministerpräsidentin des Saarlands